# Tenla
Tenla (en rus: Тенла) és un poble del Daguestan, a Rússia, que en el cens del 2010 tenia 67 habitants. Pertany al districte rural d'Agvali.